# Rudy Mater
Rudy Mater (Valenciennes, 13 ottobre 1980) è un allenatore di calcio ed ex calciatore francese, di ruolo difensore.